# Rosenkranz-Basilika (Manaoag)

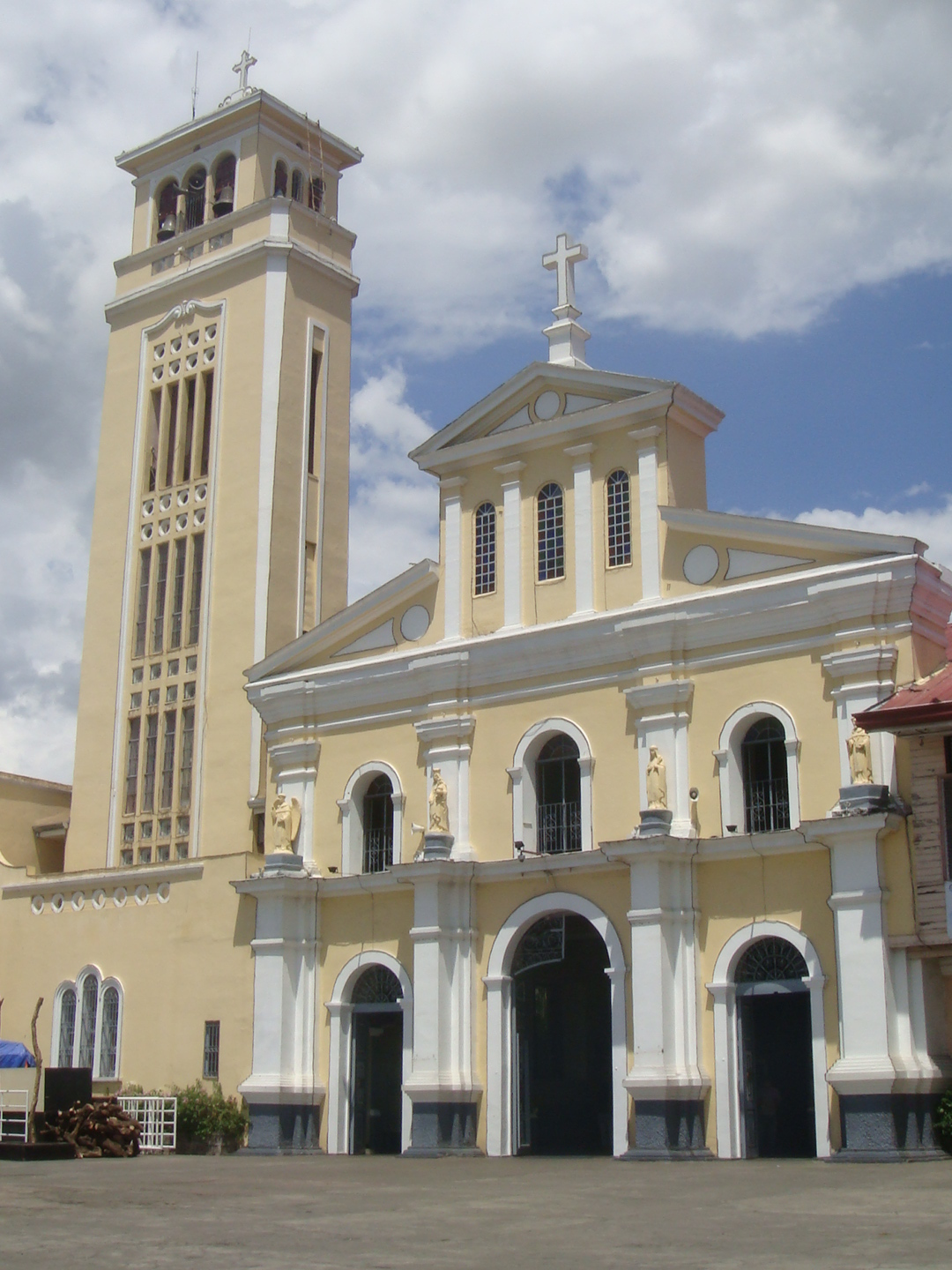
Fassade der Basilika

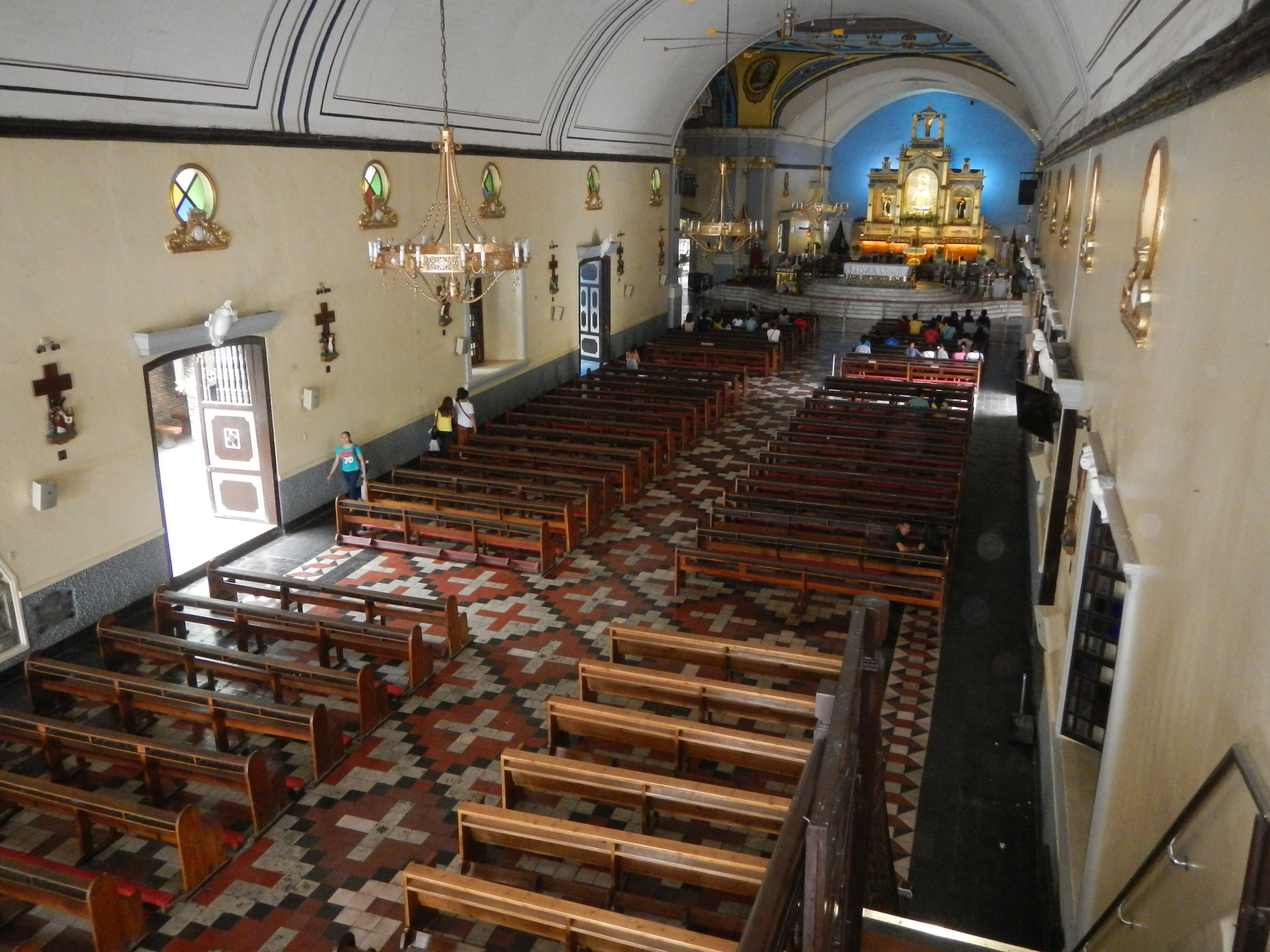
Innenraum der Kirche

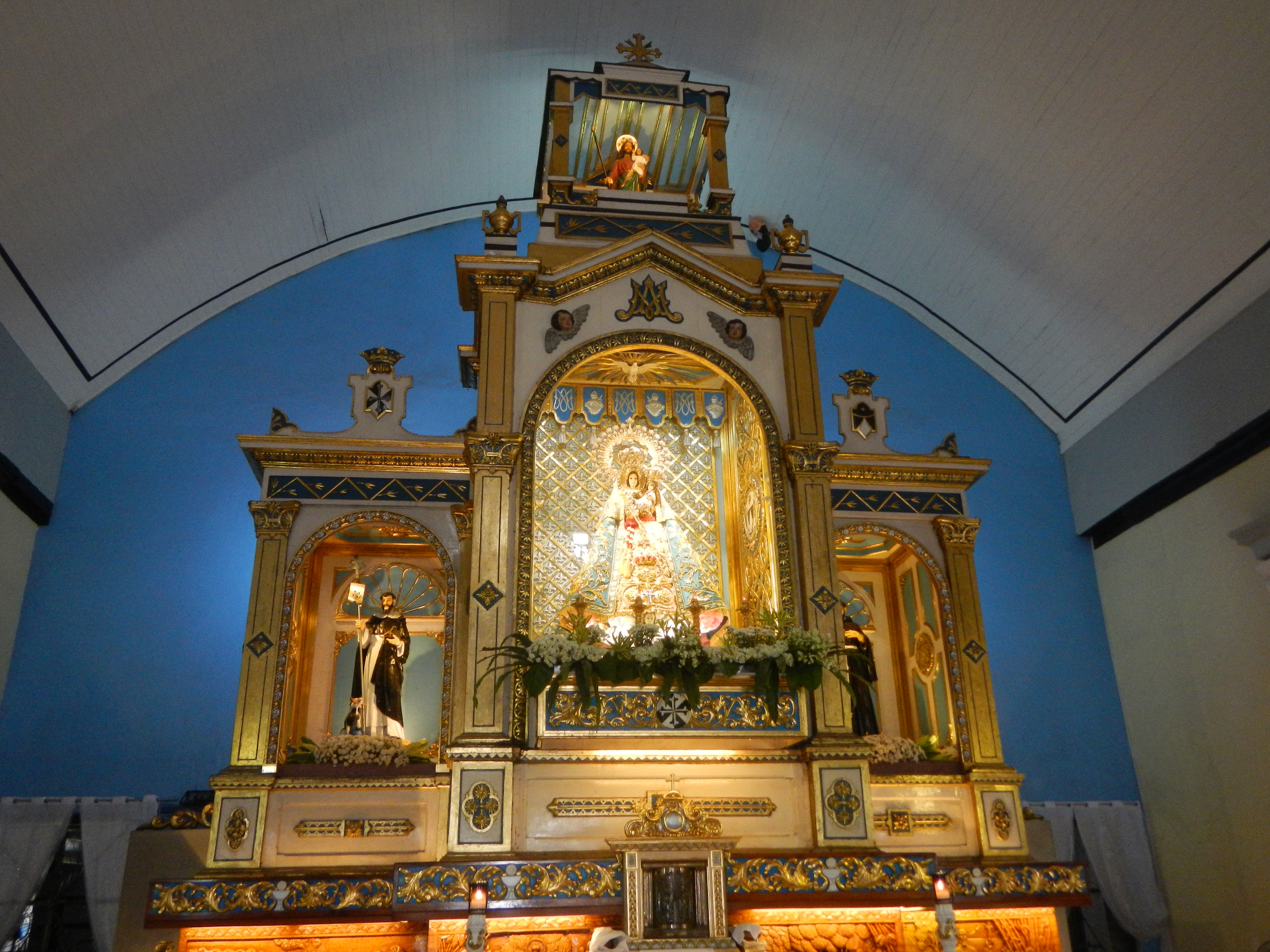
Hauptaltar

Die Rosenkranz-Basilika (englisch Basilica of Our Lady of the Most Holy Rosary, spanisch Basílica menor de Nuestra Señora de Manaoag) ist eine römisch-katholische Wallfahrtskirche in Manaoag in der nordphilippinischen Provinz Pangasinan. Sie gehört zum Erzbistum Lingayen-Dagupan und ist Maria als Rosenkranzkönigin gewidmet. Sie ist seit Juni 2011 kanonisch mit der päpstlichen Basilika Santa Maria Maggiore in Rom verbunden. Die Gemeinde umfasst Manaoag und die umliegenden Städte und wird von Dominikanern betreut. Die Kirche wurde offiziell am 17. Februar 2015 zur Basilica minor erklärt. Sie ist ein eingetragenes Kulturdenkmal der Philippinen.

## Geschichte
Manaoag wurde 1608 gegründet, wonach auch eine erste Kirche an der Stelle des heutigen Friedhofs errichtet wurde. Die Dominikaner begannen 1701 mit dem Bau der Kirche an ihrem jetzigen Standort. Ihr Ausbau mit dem Kirchturm begann 1882, wurde jedoch durch ein Erdbeben im Jahr 1892 unterbrochen. Während des Tumults der philippinischen Revolution für die Unabhängigkeit von Spanien setzten Revolutionäre am 10. Mai 1898 die Kirche, ihre Schätze, Ornamente und Aufzeichnungen in Brand. Die Marienstatue entging nur knapp der Zerstörung; sie wurde verlassen auf der Rückseite der Kirche gefunden. Die Dominikaner kehrten 1901 zurück, wonach der Bau der Kirche schließlich 1912 fertig gestellt wurde. Die Querschiffe wurden 1932 ergänzt.
Eine große Anzahl an Gläubigen nahm an der Krönung der Marienstatue am 21. April 1926 teil, die von Papst Pius XI. genehmigt worden war.
Die Kirche wurde nach dem japanischen Bombardement während des Zweiten Weltkriegs wieder aufgebaut.
Im Februar 2015 erhielt die Kirche nach Beschluss vom Oktober 2014 durch Papst Franziskus den Titel einer Basilica minor. Dies wurde in einer Zeremonie gefeiert, an der mehr als 100 Erzbischöfe und Bischöfe, Kirchen- und Staatsoberhäupter und zahlreiche Gläubige teilnahmen.

## Architektur
Die einschiffige Kirche hat einen kreuzförmigen Grundriss. Die klassizistische Eingangsfassade ist in drei Etagen gegliedert. Die untere besitzt drei Eingangspforten, die mittlere Etage ist mit vier Heiligenfiguren geschmückt. Der Kirchturm mit fünf Glocken steht auf der nördlichen Seite. Die Kirche ist mit Tonnengewölben überspannt. Über der Vierung erhebt sich ein flacher Turm.

## Ausstattung
Die Kirchenausstattung stammt aus allen Jahrhunderten des Kirchenbaus. Der neuere Volksaltar steht erhöht am Anfang des Chorraums. Das zentrale Retabel mit barocken Säulen aus dem Altar aus dem 18. Jahrhundert wurde 1905 von Isabelo Tampinco von Manila fertiggestellt. In ihm steht die aus dem 17. Jahrhundert stammende Statue Unserer Lieben Frau von Manaoag, der Wundertätigkeit zugeschrieben wird. Einige der Wunder sind in Wandgemälden in den Querschiffen und im Hauptschiff dargestellt. Die Kapelle neben der Südflanke der Kirche zeigt Ikonen des Schwarzen Nazareners. Die Kapelle auf der linken Seite des Haupteingangs beherbergt ein großes Bild des gekreuzigten Christus.

## Umfeld
Südlich der Kirche schließt das Dominikanerkloster an. Hinter der Kirche befinden sich das Pfarramt, das Museum der Madonna des Rosenkranzes von Manaoag, die Kerzengalerie, das Pilgerzentrum und der Rosengarten. Es gibt auch ein Informationszentrum im Priorat auf der linken Seite der Kirche und Souvenirläden im vorderen Büro der Kirche, neben dem Anbetungsraum im zweiten Stock hinter dem Hauptheiligtum und in der Kerzengalerie im hinteren Raum die Kirche.